# Margarida Castells i Criballés
Margarida Castells i Criballés (Torelló, 1962) és traductora de l'àrab, investigadora i professora. Coautora amb Dolors Cinca de dues versions dels reculls d'històries de Les mil i una nits (Premi Ciutat de Barcelona de traducció en llengua catalana - 1996 i Premi Crítica Serra d'Or de traducció - 1997). En col·laboració amb Manuel Forcano va traduir els relats de viatges d'Ibn Battuta (2005 - Premi Crítica Serra d'Or de traducció 2006), i, en solitari, textos de Salim Barakat, i Mahmud Darwix entre d'altres. Ha estat docent a la Universitat de Barcelona, i s'ha dedicat a les traduccions llatines de l'Alcorà i a la codicologia. Ha col·laborat amb el Museu Egipci de Barcelona (Fundació Arqueològica Clos) com a directora científica d'expedicions culturals a Etiòpia i a l'Uzbekistan. També ha format part de diverses expedicions de catalogació i conservació de manuscrits als països de l'àrea mediterrània.
Com a filòloga i arabista és coautora, amb Dolors Cinca, del primer Diccionari àrab-català, que té per objecte l'àrab estàndard modern.

## Obra
Traduccions
- 1995: Les mil i una nits. En col·laboració amb Dolors Cinca (1995).[13] Premi Ciutat de Barcelona de traducció (1996) i Premi Crítica Serra d'Or de Traducció (1997)[14]
- 1998: Las mil y una noches según el manuscrito más antiguo. Traducció al castellà, en col·laboració amb Dolors Cinca[15]
- 2001: Salim Barakat. La llagosta de ferro
- 2002: Mohammed Hamza Ghanayem. «Vuit poemes»[1]
- 2002: Aziza Ahdiya. Poemes de La confessió de Tantan
- 2003: Hassan El Ouazzani. «Dos poemes»[1]
- 2004: Mahmud Darwix. Per què has deixat el cavall sol?[16]
- 2005: Ibn Battuta. Els viatges. En col·laboració amb Manuel Forcano. Premi Crítica Serra d'Or de Traducció (2006)[17]
- 2013: Perles de la nit. Poetes andalusines. Edició del text àrab i traducció. En col·laboració amb Encarna Sant-Celoni. Adesiara Editorial. Martorell, 2013.[18]
- 2014: Abdal·lah Ibn Almuqaffa. Ètica i educació per a governants.[19]
- 2019: Jo soc vosaltres. Sis poetes de Síria, a cura de Mohamad Bitari. Poemes de Raed Wahesh, Rasha Omran, Talal Bu Khadar, Abdul·lah Al-Hariri, Nisrín Akram Khouri, Wael Saadeddín. i Mohamad Bitari. Publicat en co-edició Godall Edicions, Pol·len i SodePau. (2020 Premi Rafel Jaume a la millor traducció poètica de l'any dels XXXVII Premis Cavall Verd).[20]

Obra pròpia
- 2003: Catalogue des manuscrits conservés dans la bibliothèque de l'Archêveché Grec-Catholique d'Alep, Syrie. En col·laboració amb Pius Alibek, Manuel Forcano i Francisco del Río.[8]
- 2007: Diccionari Àrab-Català. En col·laboració amb Dolors Cinca. Enciclopèdia Catalana.[21]